# Rosália Barbosa Vasconcelos
Rosália Barbosa Vasconcelos (Rio de Janeiro, 10 febbraio 1944) è un'ex cestista brasiliana.

## Carriera
Con il Brasile ha disputato due edizioni dei Campionati sudamericani (1967, 1970) e i Giochi panamericani di Winnipeg 1967.